# 袋住先
袋住先是香港粵語詞彙，於2016年及2017年香港政治制度改革的爭議中出現。

## 背景
香港特別行政區行政長官（特首）是由一個以1,200人組成的選舉委員會提名和選出。根據當地的基本法憲制文件，香港特首的產生辦法必須根據當地實際情況和循序漸進的原則，最終達至由「一個有廣泛代表性的提名委員會」按民主程序提名，然後由普選產生。
現行的行政長官的產生辦法被批評為小圈子選舉，並有批評者指根據現行的制度，香港人口中只有小於0.03%的人有權投票選出特首。

## 意思
「袋住先」，在粵語裡有「先接受手上一票」、「先接受了再說」、「先放在袋裏」或「先拿在手中再說」的意思。
在政改方案而言，「袋住先」有「能得甚麼要甚麼，得不到的日後繼續爭取」的意思。意思是港人應該接受政改方案中的任何邁向更高民主成份的改革，並於未來才爭取更深化的政制改革。2010年，時任行政長官曾蔭權在政制改革方案電視直播辯論時說過，「可以走得幾遠，就走幾遠；爭取到幾多，就爭取幾多」（可以走多遠就走多遠，爭取多少就爭取多少。）「空談民主，拒絕向前走，不單民主無出路，香港亦無出路。」2014年時任政務司司長的林鄭月娥在華爾街日報撰文時也說在方案中提出的行政長官普選辦法不一定是終極安排，未來應該有提出變更的可能。

## 支持
施永青曾表態支持「袋住先」；世界多個國家的社會亦曾經在政制問題上採取過「袋住先」這種策略，如果那些社會不接受「袋住先」的話，那世界的政治發展會停滯不前。褚簡寧也支持「袋住先」。

## 反對

### 政府
林鄭月娥曾表示她不喜歡「袋住先」一詞。林鄭在2015年立法會政制事務委員會一次會議時說「袋住先」三個字並非由政府創造，並指這詞彙的意思像「明明好似『唔係幾好嘅嘢』但要接受」（明顯像是「不太好的東西」，但得接受）。

### 民主派
「袋住先」一詞和其背後的主張受到香港民主派質疑。他們指香港一旦在政改上「袋住先」 ，北京政府日後有可能會就香港政改問題上不再接受任何更進一步的改革，導致香港未來無法實現真普選，令到「袋住先」變成「袋一世」（經過這次改革後的政治制度以後不變，政改到此為止）。

## 現實中曾出現類此「袋住先」情況的國家

### 英國
英格蘭及其後在大不列顛島出現的英國統一政權自古至今曾多次出現類此「袋住先」的情況出現。
歷史學家認為某個程度上，英格蘭可能早在1432年就開始舉行民主選舉。當時，英國國王亨利六世訂立法律，規定擁有價值至少40先令的土地或擁有自用地物業的男性國民都能投票。根據這條法律，英格蘭當時可能只有50萬人可以在選舉中投票。威爾斯人民要等到1535年才有權選出國會議員。某些居於市區的勞動階層人民在1867年得到投票權，而女性則於1918年至1928年間得到投票權。
英國最後於1969年容許任何18歲或以上的國民投票（在囚人士除外）。

### 美國
與英國一樣，美國的州份在立國初期只允許擁有土地的男性國民投票，但於1870年透過第十五條修正案規定所有國民，不論種族，都能投票（儘管實際上，州份隨後則以人頭稅、識字測驗、選舉舞弊和威脅手段防止非白人投票）。女性於1920年得到投票權，而土著則於1924年得到公民權和投票權。美國最後於1971年透過第二十六條修正案給予18歲或以上的國民投票權。

## 資料來源
1. ↑  . 德國之聲. 2017-03-21  [2019-06-26]. （原始内容存档于2019-06-26） （中文（简体））.
2. ↑  . 維基文庫.   [2019-06-26]. （原始内容存档于2019-05-18）.
3. ↑  陳韜文. . 明報. 2017-02-16  [2019-06-26]. （原始内容存档于2019-06-26）.
4. ↑  蔡曉穎. . BBC中文網. 2017-03-26  [2019-06-26]. （原始内容存档于2019-06-26）.
5. ↑  . 德國之聲. 2014-09-01  [2019-06-26]. （原始内容存档于2019-06-26） （中文（简体））.
6. ↑  . 端傳媒. 2017-03-27  [2019-06-26]. （原始内容存档于2019-06-26）.
7. 1 2 3  岑逸飛. . 經濟通. 2014-08-14  [2019-06-26]. （原始内容存档于2019-06-26）.
8. ↑  . 政府新聞處. 2010-06-27  [2010-06-17]. （原始内容存档于2010-06-21）.
9. ↑  . 星島日報. 2014-07-29  [2019-06-26]. （原始内容存档于2019-06-26）.
10. 1 2  施永青. . am730. 2015-05-04  [2019-06-26]. （原始内容存档于2020-09-01）.
11. ↑  香港究竟出了什麼問題？我對政府的態度為何會改變？ （页面存档备份，存于）. 灼見名家. 2020-08-27
12. ↑  . 明報. 2015-01-19  [2019-06-26]. （原始内容存档于2020-09-01）.
13. ↑  根據英倫銀行的通脹計算機 （页面存档备份，存于），1432年的40先令等於2018年的2,448.51英鎊
14. 1 2 3 4   [由大憲章至全民投票，英國民主的一千年歷史]. 每日電訊報. 2017-06-07  [2019-08-04]. （原始内容存档于2019-06-10） （英国英语）.
15. 1 2 3   [重要日期]. 英國國會.   [2019-08-04]. （原始内容存档于2019-08-04） （英国英语）.
16. 1 2 3 4   [美國投票史] (PDF). 華盛頓州州務卿辦公室.   [2019-08-04]. （原始内容存档 (PDF)于2020-01-30） （美国英语）.